# Jung Ye-rin
Jung Ye-rin (* 15. Juli 1996 in Daegu) ist eine südkoreanische Judoka. Sie gewann 2023 eine Bronzemedaille bei den Asienspielen.

## Sportliche Karriere
Jung Ye-rin kämpft im Halbleichtgewicht, der Gewichtsklasse bis 52 Kilogramm.
Jungs internationale Karriere begann erst 2022, als sie Dritte bei den Asienmeisterschaften wurde. Bei den Weltmeisterschaften 2022 in Taschkent verlor sie im Achtelfinale gegen die Japanerin Uta Abe. Bei den im September 2023 nachgeholten Asienspielen in Hangzhou gewann Jung eine Bronzemedaille, nachdem sie im Viertelfinale die Japanerin Ai Shishime besiegt hatte. Im Halbfinale unterlag sie der für die Vereinigten Arabischen Emirate antretenden Bishreltiin Khorloodoi.
Im April 2024 unterlag Jung bei den Asienmeisterschaften im Halbfinale gegen Bishreltiin Khorloodoi, anschließend verlor sie den Kampf um Bronze gegen die Usbekin Diyora Keldiyorova. Im Mai 2024 unterlag Jung bei den Weltmeisterschaften in Abu Dhabi in ihrem Auftaktkampf der Schweizerin Fabienne Kocher.
Zwei Monate später verlor sie bei den Olympischen Spielen in Paris in ihrem ersten Einsatz gegen die Israelin Gefen Primo. Im Mixed-Team-Wettbewerb waren für die unterste Gewichtsklasse die Superleichtgewichtlerin Lee Hye-kyeong, Jung Ye-rin als Halbleichtgewichtlerin und die Leichtgewichtlerin Huh Mi-mi qualifiziert. Die Kämpfe wurden alle von Huh Mi-mi bestritten. Die südkoreanische Mannschaft erreichte letztlich mit einem Sieg über die deutsche Mannschaft den dritten Platz. Lee Hye-kyeong und Jung Ye-rin erhielten als Ersatzathletinnen ebenfalls eine Bronzemedaille.